# Philip Juhlin
Philip Juhlin (Maryville, 17 novembre 1991) è un giocatore di football americano statunitense naturalizzato svedese che milita nel ruolo di quarterback per i  Kristianstad Predators.
Ha giocato nella squadra universitaria dei Carson–Newman Eagles, per poi trasferirsi in Svezia prima ai Kristianstad Predators, poi ai Carlstad Crusaders. Dopo una stagione giocata coi polacchi Seahawks Gdynia è tornato ai Crusaders e successivamente ai Predators, per poi ritasferirsi ai Tyresö Royal Crowns e in seguito ai Predators.
Nel 2021 è diventato vicecampione europeo con la nazionale svedese.

## Palmarès
- 2 SM-Final (2016, 2017)